# Daiichi Sankyo
Daiichi Sankyo Co., Ltd. (第一三共株式会社, Daiichi Sankyō Kabushiki-kaisha, TYO: 4568) é uma empresa farmacêutica com sede no Japão, que ocupa o 22º lugar em vendas no mundo..

## História
Daiichi Sankyo se estabeleceu em 2005 após fusão da Sankyo Co., Ltd. (三共株式会社, Sankyō Kabushiki Kaisha) e Daiichi Pharmaceutical Co., Ltd. (第一製薬株式会社, Daiichi Seiyaku Kabushiki Kaisha), que era uma empresa centenária empresas farmacêuticas no Japão.

### Aquisições
Em 2006, Daiichi Sankyo adquiriu Zepharma, uma unidade de medicamentos OTC da Astellas Pharma.
Em 10 de junho de 2008, Daiichi Sankyo adquiriu a maioria (35%) das ações da Ranbaxy, uma empresa indiana de medicamentos genéricos, o acordo foi de  $4.6 bilhões.
O CEO da Rambaxy, sr. Malvinder Singh irá permanecer CEO após a operação.
Em Junho 2008, a empresa mostrou intenção em adquirir a U3 Pharma, que deve contribuir com uma terapia anti-HER3 anticorpos   para o portifólio anticancer.

## Os maiores produtos da Daiichi Sankyo

### Sankyo
- Benicar (olmesartan medoxomil)
- Mevalotin (pravastatin)
- Loxonin (loxoprofeno)
- Olmetec (olmesartan)
- Captopril
- Zantac (ranitidine)
- WelChol(colesevelam HCl)

### Daiichi Pharmaceutical
- Cravit (levofloxacin)
- Evoxac (cevimeline)
- FloxinOtic (ofloxacin)